# Peter Köhler (Fußballspieler)
Peter Köhler (* 6. Dezember 1963) war Fußballspieler beim 1. FC Magdeburg, für den er in der DDR-Oberliga und in der NOFV-Oberliga spielte.

## Fußball-Laufbahn
Peter Köhler kam als 13-Jähriger zum 1. FC Magdeburg. Dort durchlief er die obligatorischen Nachwuchsmannschaften, bis er am 23. März 1985 im Pokal-Halbfinalspiel beim BFC Dynamo (4:3 für den FCM) erstmals in der Oberligamannschaft eingesetzt wurde. Bereits eine Woche später, am 30. März 1985, bestritt er in der Begegnung Motor Suhl – 1. FCM (0:3) als Mittelfeldspieler sein erstes Oberliga-Punktspiel. Bis zum Ende der Saison 1984/85 wurde er in weiteren sieben Erstligaspielen eingesetzt, in denen er seine ersten beiden Oberligatore erzielte. Für die Saison 1985/86 wurde der 1,75 m große gelernte Maschinenbauer offiziell für den Kader der Oberligamannschaft als Mittelfeldspieler gemeldet. Gegen das Trio Halata, Bonan und Steinbach konnte sich Köhler jedoch lange Zeit nicht durchsetzen und musste sich zunächst mit der Rolle des Reservisten abfinden. Erst als Steinbach 1987 den FCM vorübergehend verließ, konnte sich Köhler als Stammspieler etablieren. In der Saison 1988/89 war er mit 25 von 26 Punktspielen und drei Toren am erfolgreichsten während seiner DDR-Oberligazeit. Auch nachdem der 1. FC Magdeburg 1991 den Aufstieg in den Profifußball verpasste, hielt Köhler dem Klub die Treue. Nach zwei Jahren in der NOFV-Amateurliga, in der er 52 Punktspiele bestritt, absolvierte er am 5. Juni 1993 beim Landespokalfinale gegen den Halleschen FC (3:2) sein letztes Pflichtspiel für den FCM. Nach einer kurzen Zwischenstation beim Halleschen FC wechselte Köhler zum Schönebecker SV 1861, mit dem er bis in die Verbandsliga aufstieg und 1997 das Finale um den Landespokal erreichte.

## Statistik
- DDR-Oberliga: 101 Spiele, 11 Tore
- NOFV-Oberliga: 52 Spiele, 22 Tore
- Europapokal: 5 Spiele, kein Tor
- nationaler Pokal: 23 Spiele, 6 Tore